# Tom Hamilton (Musiker)

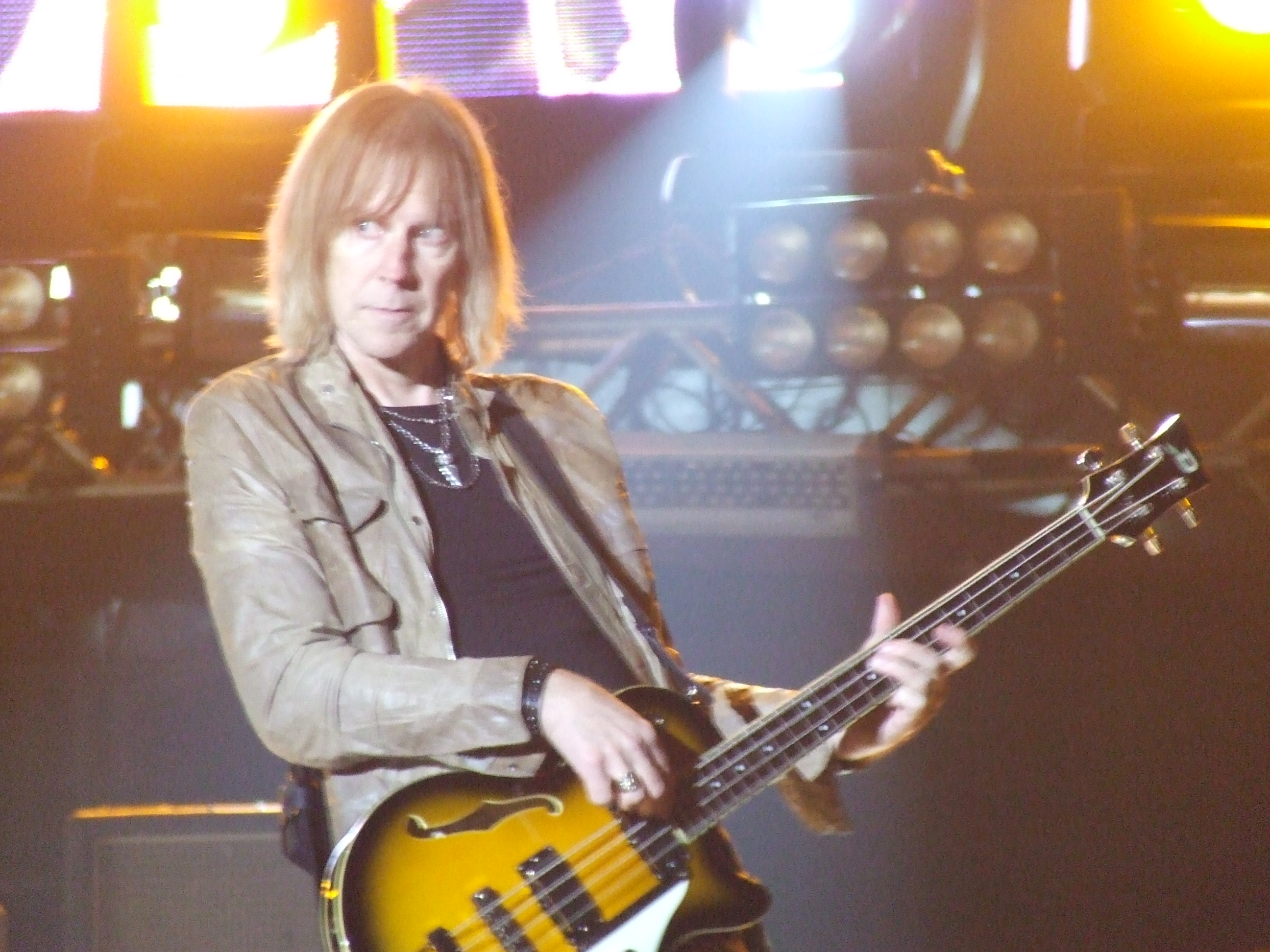
Tom Hamilton 2010

Thomas William „Tom“ Hamilton (* 31. Dezember 1951 in Colorado Springs, Colorado) ist ein US-amerikanischer Rockmusiker. Er ist der Bassist der Rockbands Aerosmith und Thin Lizzy. Auch als Songwriter hat Hamilton bei einigen Aerosmith-Songs mitgewirkt. 
Als 11-Jähriger begann Hamilton, Gitarre zu spielen. Jedoch fand er später nur eine Band, die einen Bassisten suchte, also übernahm er den Bass. Die Band hieß Sam Citrus and the Merciless Tangerine und spielte Coversongs der Beatles und der Rolling Stones, Tom war damals 14.
Im Weiteren folgten die Bands Pipedream, Plastic Glass und The Jam Band. Hier spielte er bereits gemeinsam mit dem zukünftigen Aerosmith-Gitarristen Joe Perry. 1969 kreuzten sich die Wege von Joe Perry und Steven Tyler, The Jam Band ging auseinander und die Gründung einer neuen gemeinsamen Band stand bevor: Aerosmith. Seitdem gehört Hamilton ununterbrochen zur Besetzung der Band.
Den Aerosmith-Klassiker Sweet Emotion vom 1975er Album Toys in the Attic hat Hamilton mitgeschrieben. Diesen Song zeichnet besonders Hamiltons Bassline aus. Bei den Hit-Singles Janie's Got a Gun (vom 1989er Album Pump) und Jaded (vom 2001er Album Just Push Play) war er erneut Co-Songwriter.
Anfang September 2006 wurde bekannt, dass Hamilton an Kehlkopf-Krebs erkrankt ist und sich einer Chemotherapie unterziehen muss. Hamilton ist verheiratet und hat zwei Kinder.